# Калмунай-Куді-03
Грама Ніладхарі Калмунай-Куді-03 (№ KP/58A) — Грама Ніладхарі підрозділу ОС Калмунай-Муслім, округ Ампара, Східна провінція, Шрі-Ланка.

## Демографія
| Населення (2007) | Населення (2007) | Населення (2007) | Населення (2007) | Населення (2007) |
| Населення        | Чоловіки         | Жінки            | Діти             | Дорослі          |
| ---------------- | ---------------- | ---------------- | ---------------- | ---------------- |
| 912              | 468              | 444              | 309              | 603              |